# Heinrich Lang (Theologe)

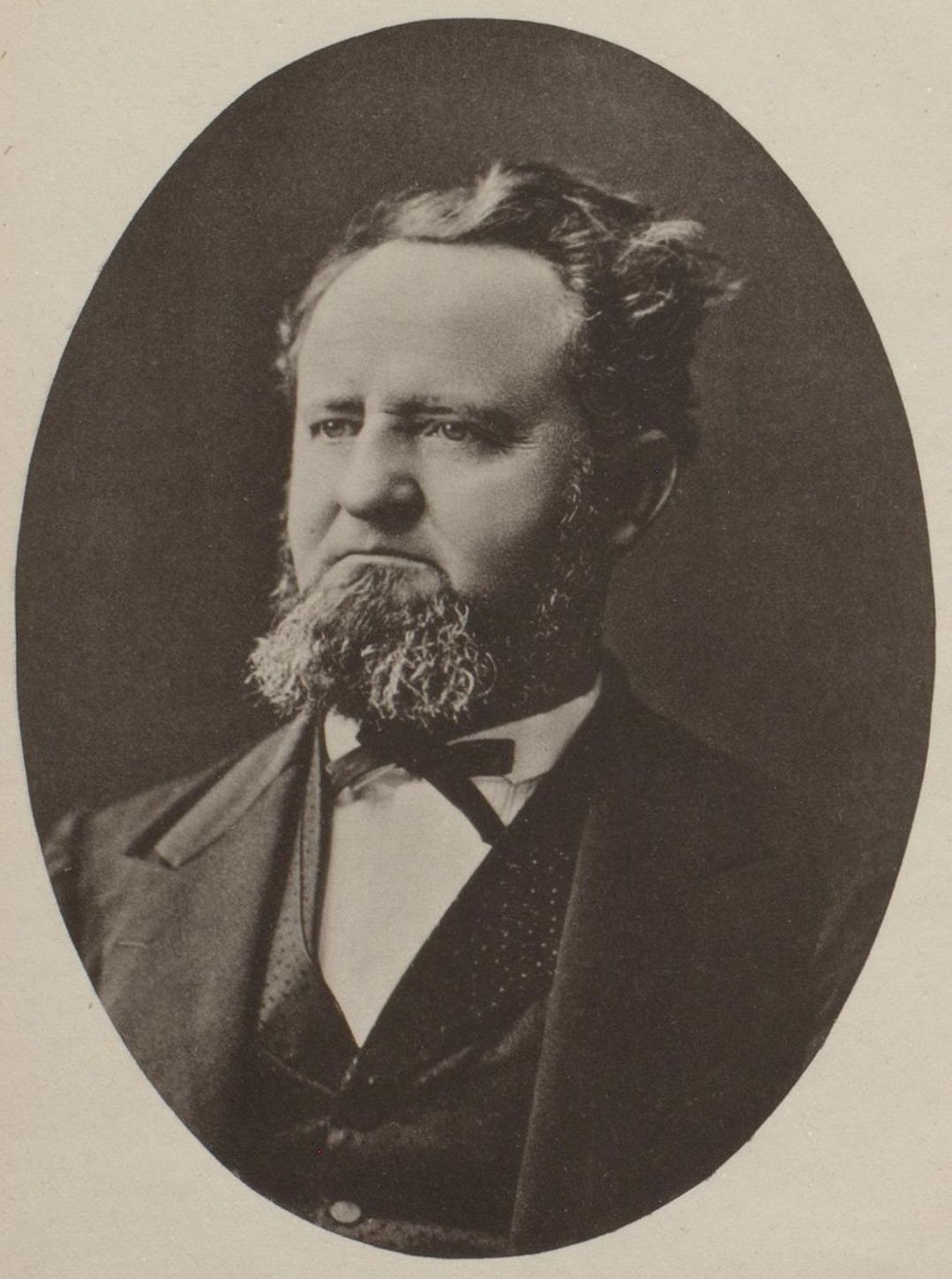
Heinrich Lang

Heinrich Lang (* 14. November 1826 in Frommern, bei Balingen; † 13. Januar 1876 in Zürich) war als evangelisch-reformierter Pfarrer und Theologe ein führender Vertreter des theologischen  Liberalismus. 

## Leben
Heinrich Lang wurde als Sohn eines württembergischen Pfarrers geboren. Mit zehn Jahren kam er auf die Lateinschule von Sulz am Neckar und vier Jahre später in das Klosterseminar Schöntal. Ab 1844 studierte er Evangelische Theologie bei Ferdinand Christian Baur in Tübingen, wo er im Evangelischen Stift 1848 sein theologisches Studium abschloss. Als Student wurde Heinrich Lang 1844 Mitglied der Burschenschaft Nordland (heute Verbindung Normannia Tübingen). Als Volksredner und energischer Verfechter der Republik musste er das Königreich Württemberg verlassen und floh in die Schweiz. Nach den bestandenen Examen in St. Gallen wurde er am 26. November 1848 als Pfarrer auf die Kanzel von Gretschins in Wartau gewählt. Er heiratete in Wildhaus SG am 3. August 1852 Katharina Verena Konstantia Suter. Das Ehepaar hatte zwei Söhne und drei Töchter.
Pfarrer Heinrich Lang war als Reformer und Schriftsteller weit über die Grenzen seiner Heimat hinaus bekannt. Im Frühling 1863 wurde er als Seelsorger nach Meilen am Zürichsee berufen und verließ am 1. Juni die Gemeinde Wartau. Am 5. März 1871 wurde Pfarrer Lang zum Helfer Heinrich Hirzels zu St. Peter (Zürich) gewählt, wo er am 23. April seine Antrittspredigt hielt und schon am 2. Mai seinem Freund und Amtsgenossen die Leichenpredigt halten musste. Er wurde nun Hirzels Nachfolger. Er war als Redaktor der „Zeitstimmen“ und später der „Reform, Zeitstimmen aus der reformierten Schweiz“ der eigentliche Führer in der Reformbewegung; ihm zur Seite arbeitete der Schriftsteller und Pfarrer Albert Bitzius (Sohn), der Sohn des großen Erzählers Jeremias Gotthelf. Heinrich Lang starb am 13. Januar 1876 in Zürich.

## Werke

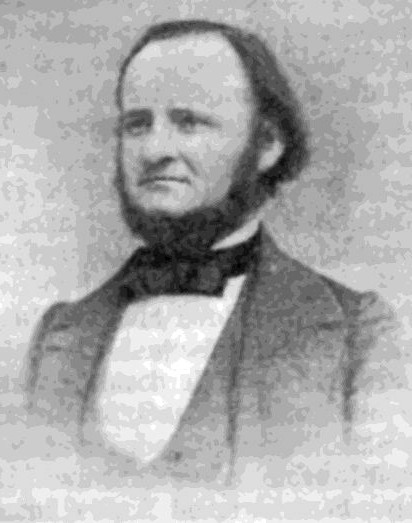
Heinrich Lang, 1826–1876

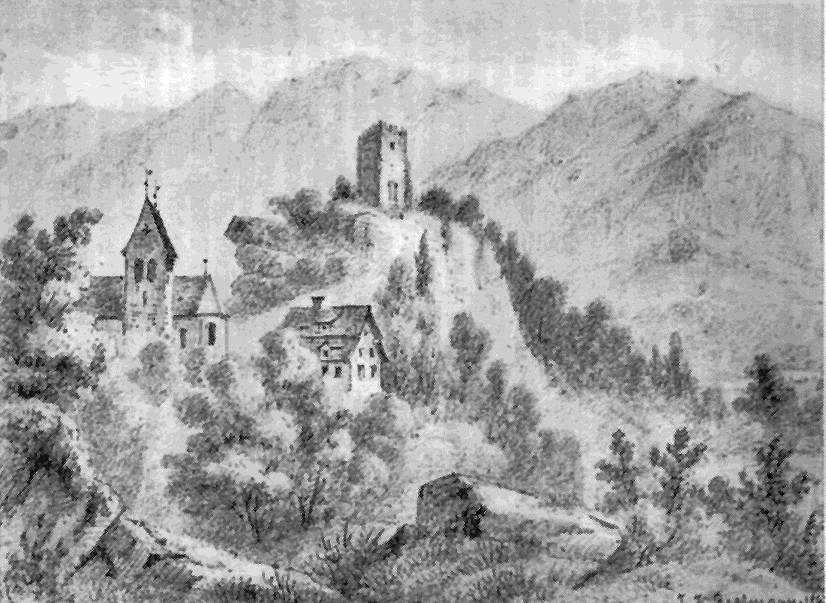
Wartau-Gretschins: Pfarrhaus, Kirche und Burgruine, 1758-1860

- Predigten. Scheitlin & Zollikofer, St. Gallen 1853. (Digitalisat).
- Versuch einer christlichen Dogmatik - allen denkenden Christen dargeboten. Reimer, Berlin 1858. (Digitalisat). (2. Auflage 1865).
- Ein Gang durch die christliche Welt. Studien über die Entwicklung des christlichen Geistes in Briefen an einen Laien. Reimer, Berlin 1859. (Digitalisat). (2. Auflage 1870).
- „Tod, wo ist dein Stachel?“ Osterpredigt. Winterthur 1860.
- Religiöse Charaktere. Lücke, Winterthur 1862. (Digitalisat Band 1). (2. Auflage 1872).
- Stunden der Andacht. 2 Bände. Lücke, Winterthur 1862–65. (Digitalisat Band 1).
- Leben des Apostels Paulus. Lücke, Winterthur 1866.
- Jesus von Nazareth. Vortrag gehalten in Basel am 6. Januar 1868. Winterthur 1868.
- Martin Luther, ein religiöses Charakterbild. Reimer, Berlin 1870. (Digitalisat).
- Über die Bedeutung öffentlicher Unglücksfälle. Predigt. Zürich 1871.
- Das Leben Jesu und die Kirche der Zukunft. Habel, Berlin 1872. (Digitalisat).
- Religiöse Reden, gehalten im St. Peter zu Zürich von Mitte 1871 bis Mitte 1872. Schmidt, Zürich 1873. (Digitalisat Band 1-2).
- Die Religion im Zeitalter Darwins. Habel, Berlin 1873. (Deutsche Zeit- und Streit-Fragen, Jahrgang 2, Heft 31). (Digitalisat).
- Ist der liberale Protestantismus eine Religion? Vortrag. Dalp, Bern 1875.
- Worüber sind wir einig? Herzog, Zürich 1879. (Schriften des Schweiz. Vereins für freies Christentum; 3).
- Theodor Parker. Herzog, Zürich 1879. (Schriften des Schweiz. Vereins für freies Christentum, 4).